# Dušan Hanák
Dušan Hanák (ur. 27 kwietnia 1938) – słowacki reżyser i scenarzysta filmowy. 
Ukończył praską szkołę filmową FAMU w 1965. Początkowo tworzył filmy krótkometrażowe. W fabule debiutował filmem 322 (1969). Jego tytuł odwoływał się do kodu stosowanego w odniesieniu do raka w dokumentacji medycznej.
Laureat Srebrnego Niedźwiedzia za najlepszą reżyserię na 39. MFF w Berlinie za film Ja kocham, ty kochasz (1989).